# Wixon Valley, Texas
Wixon Valley là một thành phố thuộc quận Brazos, tiểu bang Texas, Hoa Kỳ. Năm 2010, dân số của xã này là 254 người.

## Dân số
- Dân số năm 2000: 235 người.
- Dân số năm 2010: 254 người.